# Tonight Alive
Tonight Alive – zespół rockowy pochodzący z Australii, stworzony w 2008 roku.

## Kariera

### Początki (2008–2010)
Gitarzysta Jake Hardy i basista Cameron Adler, którzy już wtedy grali w zespołach rockowych, dołączyli do szesnastoletniej Jenny McDougall, tworząc zespół Tonight Alive. Wkrótce potem dołączył Whakaio Taahi oraz jego szkolny kolega Matt Best. Przez pierwsze miesiące grali na lokalnych imprezach w Sydney i okolicach, gdzie zgromadzili dużą grupę fanów. 

W 2009 roku zespół nagrał swoją pierwszą EPkę All Shapes And Disguises, której producentem był Greg Stace, ukazała się ona w czerwcu 2010 roku. Po kilku miesiącach wydali swój debiutancki singiel „Wasting Away”. 

W listopadzie powstał jeszcze jeden minialbum, Consider This.

### What Are You So Scared Of?(2011–2012)
Pod koniec 2010 roku demo nowego materiału Tonight Alive znalazło się na biurku producenta Marka Trombino. Po jakimś czasie zaproponował on nagranie debiutanckiej płyty. 

W pierwszych miesiącach 2011 roku zespół Tonight Alive poleciał do Los Angeles aby nagrać swój debiutancki album w NRG Studios, zajęło im to dwa miesiące. Utwory „To Die For”, pochodzący z pierwszej EPki zespołu, „All Shapes & Disguises” i „Thankyou and Goodnight”, pochodzące z drugiego EP, zostały ponownie nagrane na tej płycie. 
Pierwszy singiel „Starlight” został wydany 1 lipca i był grany w całej Australii przez lokalne stacje radiowe. Teledysk do utworu został wydany trzy dni później. Drugi singiel, „Let It Land” został wydany 19 września, wraz z teledyskiem do utworu. 
What Are You So Scared Of? został wydany w Australii 14 października 2011. Na początku listopada 2011 roku Tonight Alive podpisał kontrakt z Fearless Records i wydał drugą EPkę Consider This oraz What Are You So Scared Of? w USA.

### The Other Side(2013–teraz)
Tonight Alive wydał singiel „Breakdown” 12 marca 2013. Zespół nagrał w Australii swój kolejny album, The Other Side, który został wydany dnia 6 września 2013 przez Fearless Records.